# Georgi Michajlovitsj van Rusland

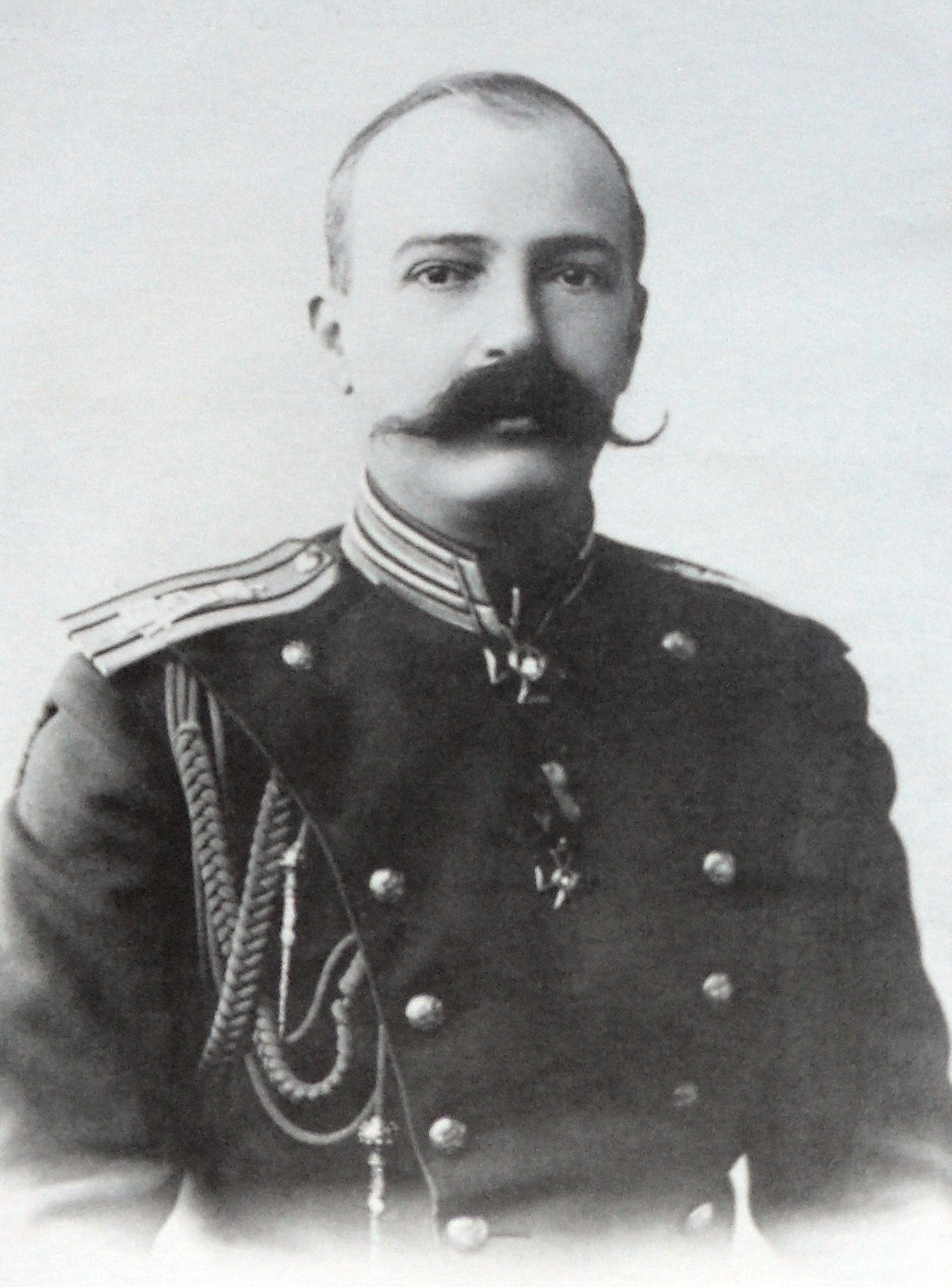
Georgi Michajlovitsj

Georgi Michajlovitsj Romanov (Russisch: Георгий Михайлович) (Tbilisi, 23 oktober 1863 – Sint-Petersburg, 30 januari 1919), prins van Rusland, was de derde zoon en het vierde kind van grootvorst Michael Nikolajevitsj en grootvorstin Olga Fjodorovna. Zijn vader was de jongste zoon van tsaar Nicolaas I van Rusland. Georgi was dus een neef van tsaar Alexander III. Grootvorst Georgi was generaal in het Russische leger.
Hij trouwde op 12 mei 1900 te Korfoe met prinses Maria van Griekenland en Denemarken, een dochter van koning George I van Griekenland. Uit het huwelijk werden twee dochters geboren:
- Nina (7 juni 1901 - 1974)
- Xenia (22 augustus 1903 - 17 september 1965)

De bolsjewieken verbanden hem samen met zijn broer  Nicolaas Michajlovitsj en grootvorst Dimitri Konstantinovitsj naar de stad Vologda. Later werden ze terug naar Sint-Petersburg gebracht, waar ze op de St. Petrus en Paulusvesting om het leven werden gebracht. Georgi was toen 55 jaar oud.
Maria wist Rusland te ontvluchten en hertrouwde. Hun dochter Xenia leefde enkele jaren met Anna Anderson, die claimde haar nicht Anastasia te zijn.